# 고지마치

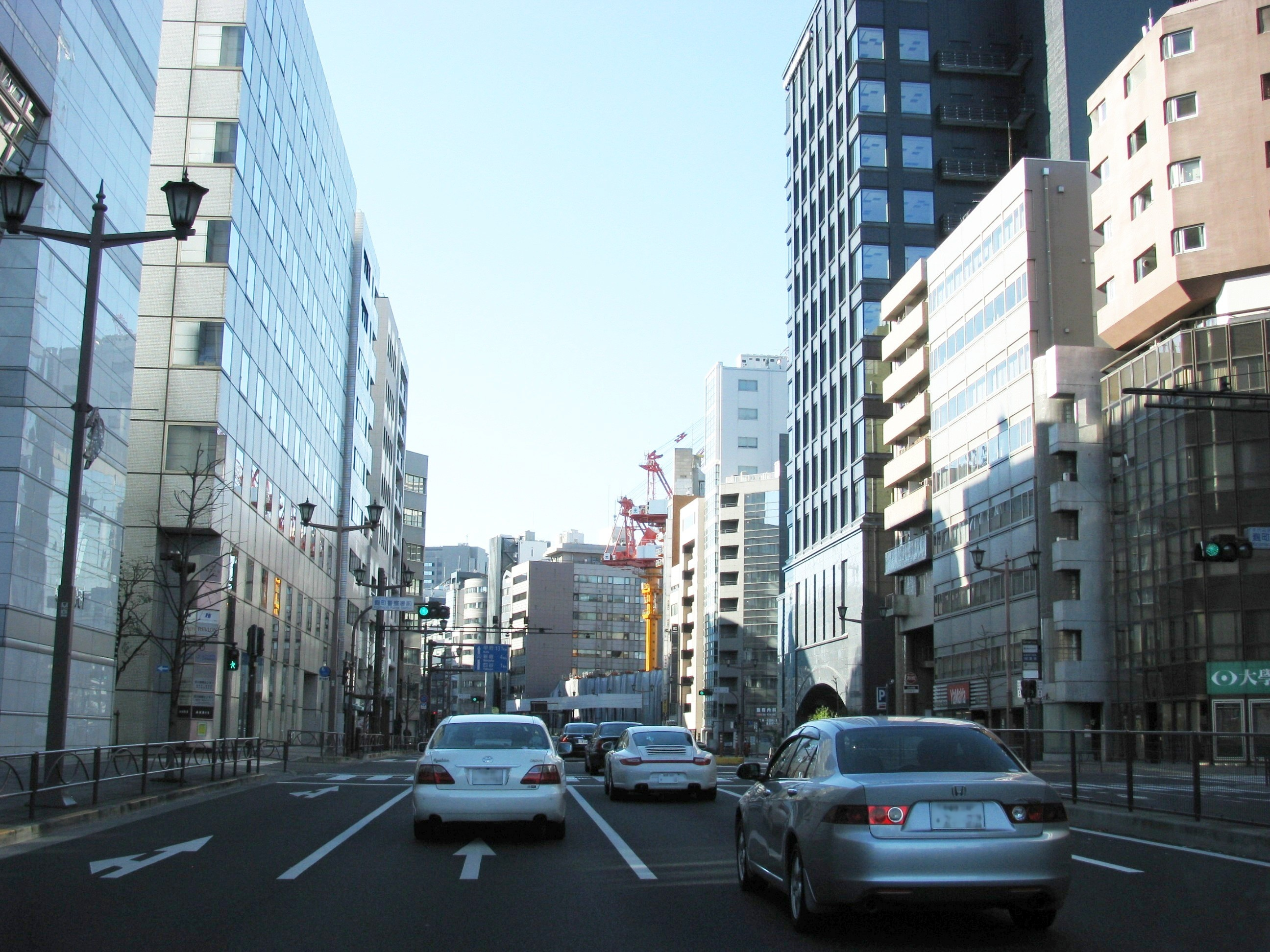

고지마치(麹町)는 도쿄도 지요다구의 지명으로, 옛 고지마치 구(ja:麹町区)의 지역내에 있다.

## 지리
고지마치 지역의 서쪽에 위치하며 신주쿠(요쓰야)와 맞닿아 있다.

## 역사
원래는 고지무라(糀村)라 불렸다고도 한다. 도쿠가와 이에야스가 에도성에 들어선 후에 성 서쪽의 한조몬에서 서쪽으로 뻗어나가는 고슈 가도를 따라 상인들의 마을이 형성되게 되었으며 한조몬에서 차례로 1쵸메에서 13쵸메까지 있었다. 그 중에 10쵸메까지가 요쓰야미쓰케의 동쪽(안쪽)에 있으며, 11~13쵸메까지는 성의 경계를 끼고 서쪽에 있었다.
고지마치구의 구역소(구청) 소재지에 해당한다.

## 지명의 유래
마을에 골목길(고지, 小路)이 많았다는 설, 막부에 누룩을 조달하던 누룩집 주인 산시로가 살았기 때문이라는 설도 있지만, 후추에 소재한 고쿠후를 왕래하는 고쿠후가이도의 에도 출입구가 여기에 있었기 때문에 고쿠후로(고지)의 마을이라는 설이 유력하다.